# 31-й окремий полк НГ (Україна)
31-й окремий полк (31 ОП НГУ, в/ч 3061) — підрозділ у складі Північного оперативно-територіального об'єднання Національної гвардії України. Входить до складу 12-го армійського корпусу.

## Історія
10 січня 2001 року наказом міністра внутрішніх справ України на базі 4-го батальйону 1-ї окремої конвойної бригади ВВ МВС України (в/ч 3001) створено в/ч 3061 з дислокацією в м. Черкаси. Пізніше до складу частини введено патрульну роту для забезпечення охорони громадського порядку в місті. Батальйон в повному обсязі виконує завдання з охорони громадського порядку, конвоювання засуджених та підсудних.

## Структура
- патрульна рота
- конвойна рота
- рота спеціального призначення

## Командування
- підполковник Андрій Савчук (2017)
- підполковник Василь Селезень (2017)
- полковник Михайло Жуковський (2020)